# Rhacophorus malkmusi
Rhacophorus malkmusi es una especie de anfibio anuro de la familia Rhacophoridae.

## Distribución geográfica
Esta especie es endémica de Sabah en Malasia.

## Descripción
Los machos miden de 26 a 29 mm y las hembras de 32 a 35 mm.

## Etimología
Esta especie lleva el nombre en honor a Rudolf Malkmus.

## Publicación original
- Dehling, 2015: A new species of Rhacophorus (Anura: Rhacophoridae) from Gunung Kinabalu, Borneo. Salamandra, vol. 51, n.º 1, p. 1–11.[2]